# Histoire des abattoirs de Reims
Les abattoirs municipaux de Reims désignent un complexe architectural utilisé entre 1839 et 1906, puis détruit en 1922. De nouveaux abattoirs municipaux sont reconstruits à partir de 1924. Ils vont fonctionner jusque dans les années 1970.

## Histoire
Dès le moyen âge, les animaux rentraient en ville sur pied pour être vendu sur des places spécialisées.
Dans toutes les villes, on trouvait soit une seule tuerie, soit plus souvent une rue des bouchers, ou de la boucherie, où sont rassemblés les bouchers qui abattent chez eux les animaux.
Jusqu’au milieu du XIXe siècle, il est d’usage d’abattre les animaux directement dans les rues

## Regroupement des abatteurs
A Reims, pour améliorer l'hygiène publique, les abatteurs sont regroupés sur un même site au Grand Credo.
Pour la réalisation de la place Royale, Il fallut les déplacer.
Il reste de cette époque, la fontaine des Boucheries.

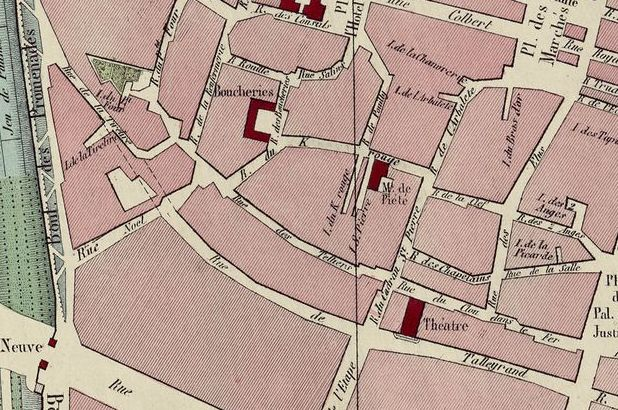
Les boucheries sur le plan Héteau, 1844.
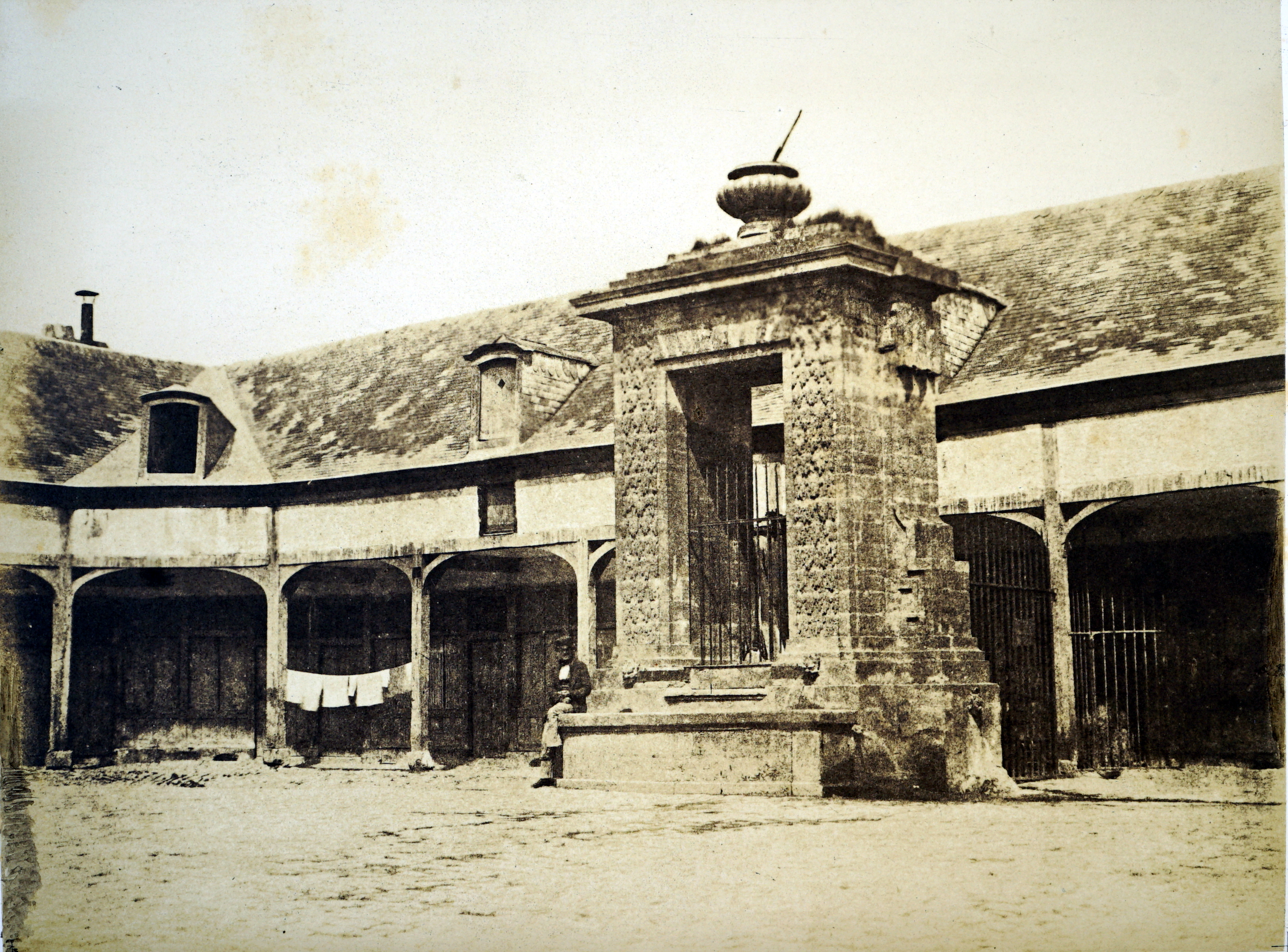
Tuerie à Reims, deuxième moitié du XIXe siècle, photographiée par les frères Varin, bibliothèque Carnegie (Reims).

### Les premiers abattoirs (1838)
Sur une demande de la ville de Reims, à la suite d'une délibération du 6 février 1835, les abattoirs de Reims sont créés par ordonnance royale du 6 août 1839.
Ils ont été construits en 1838 au lieu-dit « La Barbacane » dans le quartier de l’Avenue de Paris selon les plans de l’architecte Hippolyte Durand.
Ils ont été ouverts à la boucherie le 24 octobre 1839.
Leur emplacement a fait polémique car les animaux en provenance majoritairement du département des Ardennes devaient traverser la ville.
À l'époque de leurs constructions, les abattoirs étaient situés suffisamment loin des habitations pour éviter les nuisances, mais ils ont été, au cours de leurs existences rattrapés par la ville.
En 1907, ils ont fait l’objet d’un concours d’architecture gagné par Tony Garnier, architecte des Abattoirs de la Mouche à Lyon, mais jamais mis en œuvre,.

### Les abattoirs et la Première Guerre Mondiale
En partie démolis au cours de la Première Guerre Mondiale, ils furent restaurés et modernisés avec des installations frigorifiques.
Les abattoirs étaient reliés à la ligne de chemin de fer par un embranchement ferroviaire. Ce qui facilitait le transport du bétail, et augmentait le périmètre d’approvisionnement et autorisait le bétail moins robuste.

## Galerie de photographies

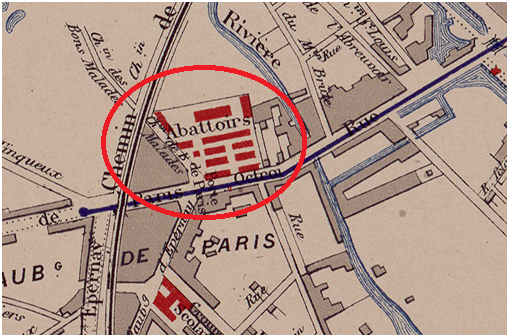
Emplacement des anciens Abattoirs.
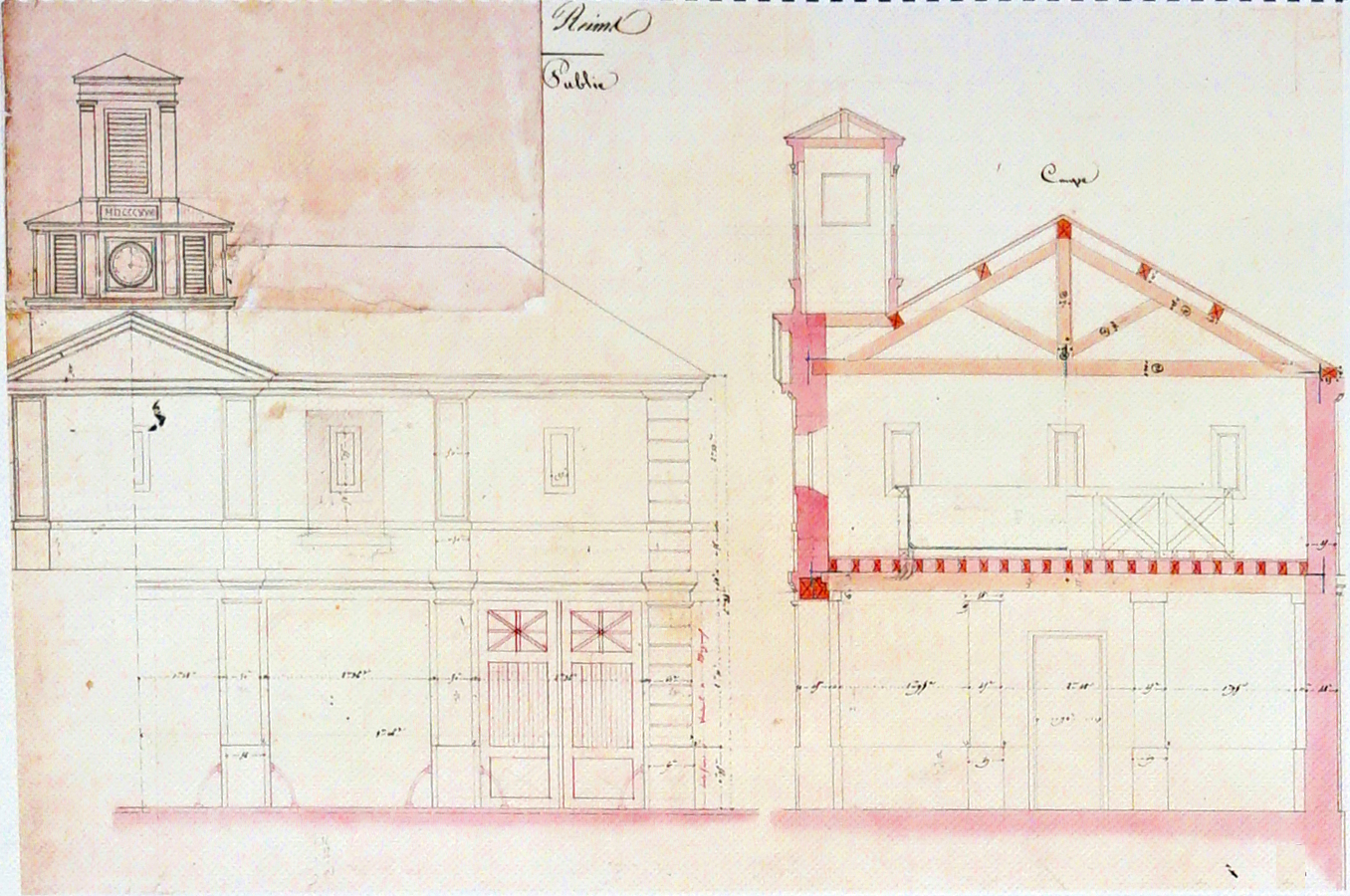
Façade de l’abattoir plan de Narcisse Brunette.

### La fin des abattoirs publics de la ville de Reims
Au début des années 1990 , les abattoirs ont été démolis et remplacés par un ensemble de logement de l’OPAC, par la polyclinique des Bleuets et par les courts couverts ou de plein air de l’Union Rémoise de Tennis transférés du hall de la patte d’Oie pour bâtir le nouveau centre des Congrès de Reims. L’avenue de Paris s’est transformée en rue du Colonel Fabien.

## L’abattoir du Groupe Bigard à Reims
Le groupe Bigard avait un abattoir à Reims au 44 rue des Macécliers, sur un site de 5,7 hectares, qui a été fermé en 2008.

## Cadre juridique
- loi de « modernisation du marché de la viande »